# Tempête synoptique continentale américaine
Pour les articles homonymes, voir Tempête (homonymie).
Les tempêtes synoptiques continentales américaines sont des dépressions importantes qui se forment dans le sud ou le sud-ouest des États-Unis et se déplacent vers le nord-est pour aller affecter le Midwest américain, la région des Grands Lacs et l'est du continent. Elles se produisent de la fin de l'automne au début du printemps sous un creux d'altitude de la circulation atmosphérique, à l'est des montagnes Rocheuses, et se déplacent en s'intensifiant grâce au courant-jet du sud-ouest. Bien que ce type de circulation d'altitude soit commun à cette période, seules certaines de ces dépressions deviennent des tempêtes importantes. Ces dernières peuvent donner une tempête de neige, et même un blizzard, au nord de leur trajectoire alors qu'au sud elles peuvent déclencher des orages violents contenant des tornades. Selon la région d'origine de ces tempêtes, on les nomme dépression du Colorado, crochet de la queue de poêle ou dépression du golfe du Mexique.

## Formation

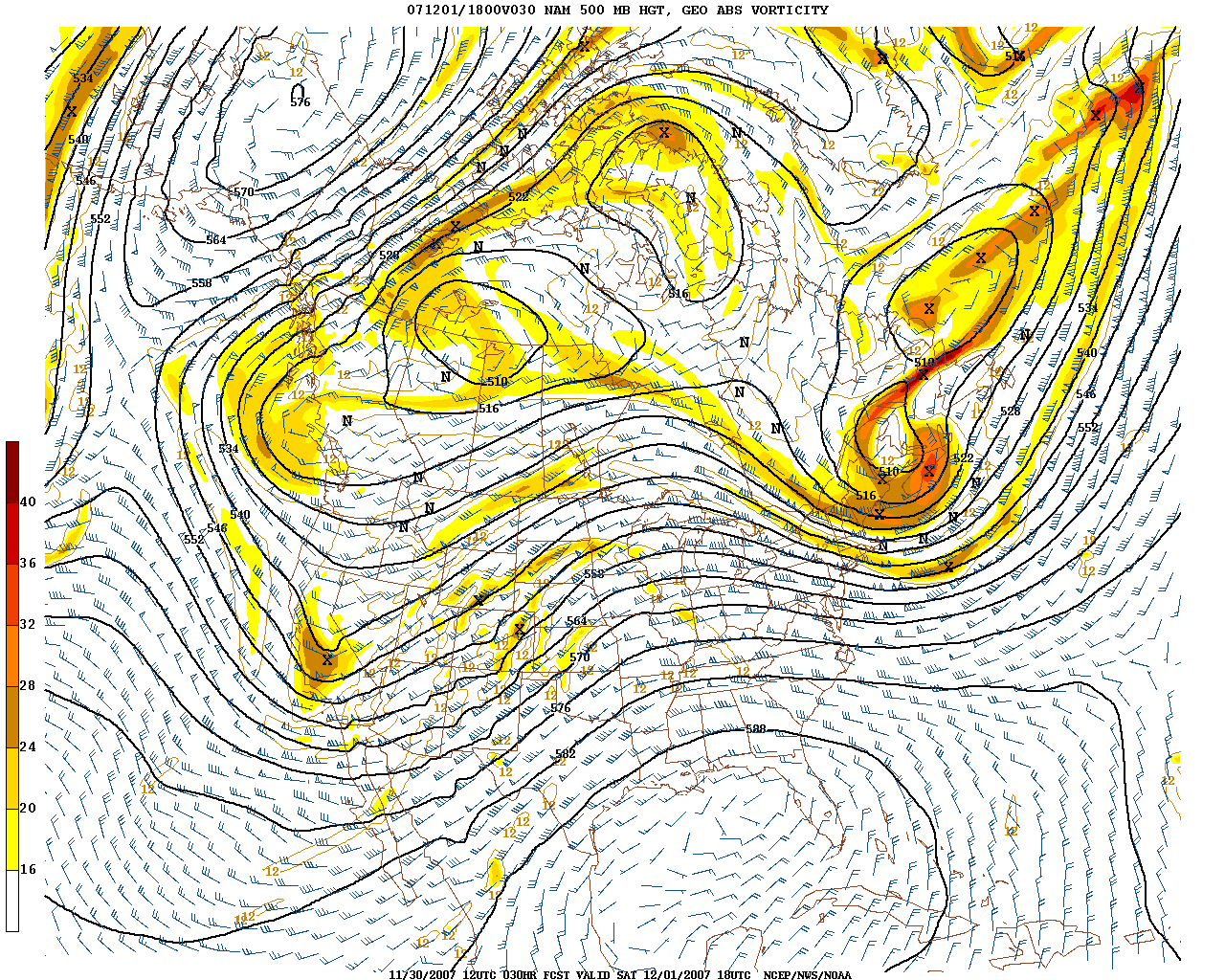
Circulation du sud-ouest, à l'est de Rocheuses, typique des tempêtes continentales

À partir de la fin de l'été, la différence de température entre les régions arctiques et l'équateur augmente. La circulation atmosphérique, étant proportionnelle à cette différence, va donc s'intensifier. Alors qu'en été le flux zonal d'altitude est surtout concentré dans les régions nordiques, dès l'automne, la circulation d'ouest devient importante sur tout le continent nord-américain au nord du Mexique. Ce flux d'ouest doit passer au-dessus des Rocheuses et par conservation du tourbillon, il se forme généralement un creux d'altitude semi-permanent du côté est de celles-ci (voir onde de Rossby).
Lorsqu'un système météorologique venant de l'océan Pacifique, comme creux ou une dépression importante, arrive sur la côte californienne, il perd son identité en passant les montagnes mais une reformation se produit de l'autre côté. Si l'injection d'air froid venant des Prairies canadiennes et des Grandes Plaines américaines est bien synchronisée, cette nouvelle dépression subira un développement rapide. De plus, elle pourra compter sur un apport d'humidité venant du golfe du Mexique dans son flanc sud-est ce qui augmentera le taux de précipitations, qui lui-même mènera à un relâchement de chaleur latente et à un développement explosif. Le courant-jet dans ce genre de situation est de direction sud-ouest. Il amène la dépression vers la région des Grands Lacs où elle peut augmenter son ingestion d'humidité et continuer son développement. Elle se dirigera ensuite vers l'est du Canada et le nord-est des États-Unis pour terminer sa vie en direction du Groenland ou de l'Atlantique nord.
Le contraste thermique entre la région au nord de la trajectoire et celle au sud est importante dans ces systèmes. Bien qu'en automne ces tempêtes apportent d'importantes quantités de pluie dans leur quadrant nord-ouest à nord-est, ils donneront des tempêtes de neige en hiver et au début du printemps. Près du front chaud, la neige se change en grésil ou pluie verglaçante et en pluie après son passage puis cesse. De vigoureuses lignes d'orages peuvent se former à l'avant du front froid dans les régions plus au sud quand la température montre dans les 20 degrés Celsius. Ces orages sont généralement très importants, car l'air est très déstabilisé par le front froid et la présence d'un fort courant-jet de bas niveau. Ils vont donner de la grêle, des vents violents et même des tornades.

## Variantes
Selon leur endroit de formation, ce type de dépressions prendra différents noms. Bien qu'il existe une infinité de possibilités, trois endroits sont les plus communs.

### Crochet de la queue de poêle

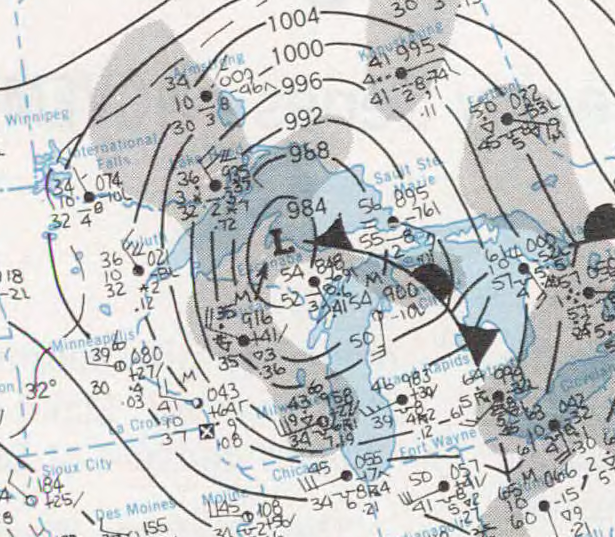
Tempête qui coula le Edmund Fitzgerald

Une tempête dite crochet de la queue de poêle (Panhandle Hook) a pour origine la région nord du Texas (Texas Panhandle) ou l'ouest de l'Oklahoma (Oklahoma Panhandle) en forme de queue de poêle. Elles se dirigent généralement vers l'est d'abord puis tournent vers le nord-est, d'où le nom de crochet. En hiver, elle laissent des quantités importantes de neige au nord de la trajectoire de leur centre et des zones orageuses bien organisées dans au sud.
Une des plus fameuses tempêtes de ce genre a donné un blizzard le 11 novembre 1941, Jour du Souvenir, et une autre est à l'origine du naufrage du SS Edmund Fitzgerald le 10 novembre 1975.

### Dépression du Colorado
Une dépression du Colorado ou dépression des quatre coins (Four corner Low), a pour origine la région des quatre coins à la jonction des États du Colorado, Arizona, Nouveau-Mexique et Utah. Comme elle part d'un endroit plus à l'ouest, l'apport en humidité du golfe du Mexique est moindre et produit donc des quantités de neige en hiver moins importantes que celles plus à l'est mais leurs vents produisent de la poudrerie (chasse-neige élevée) intense.
Ces systèmes sont responsables de la majorité de la neige reçue dans le Midwest américain et du Manitoba aux Grands Lacs au Canada en hiver. Aux autres saisons, ils sont associés avec des épisodes orageux très bien organisés et durant plusieurs jours, incluant des éruptions de tornades, particulièrement le printemps et au début de l'été dans le Tornado Alley.

### Dépression du golfe du Mexique

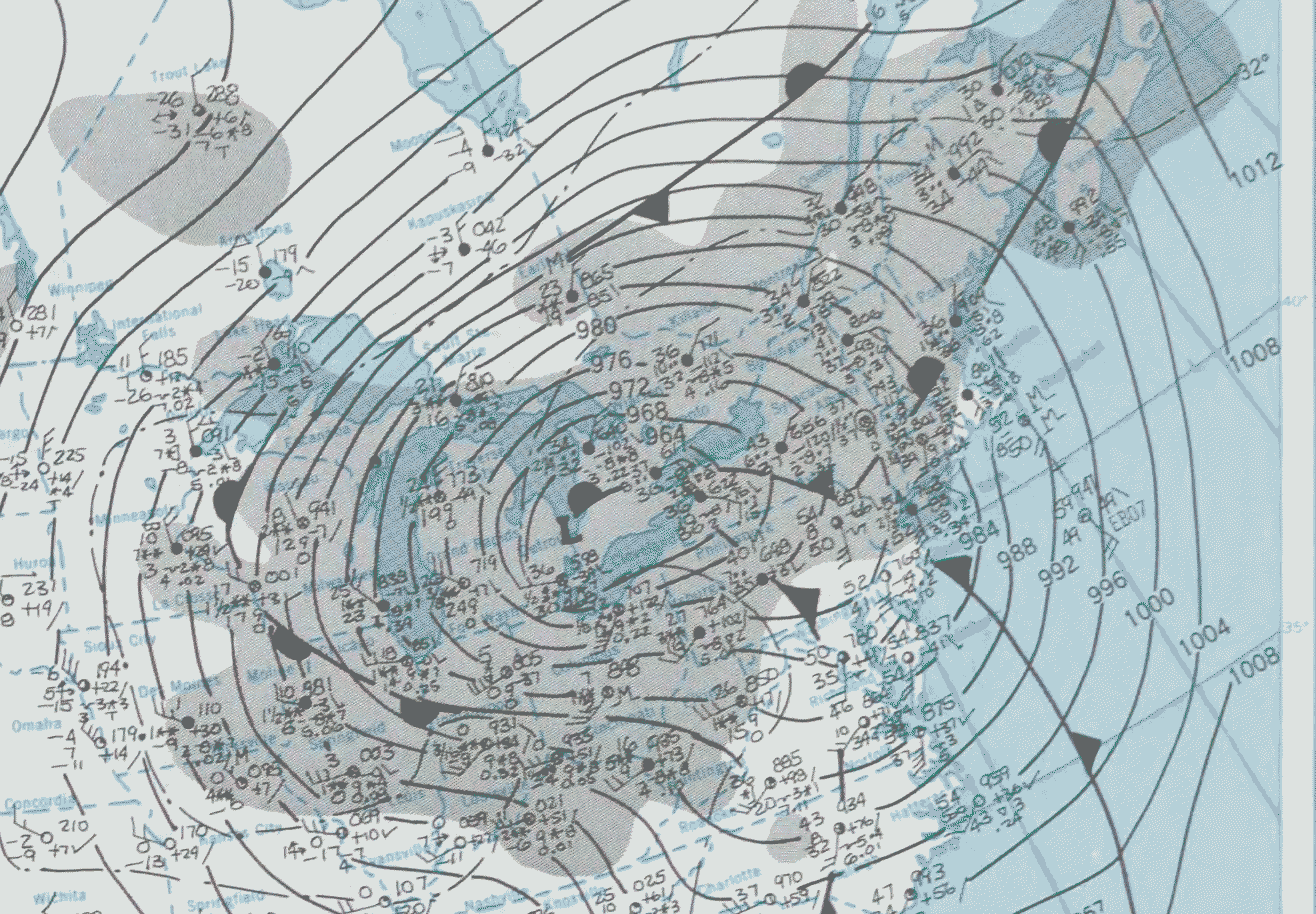
Blizzard de janvier 1978.

Il arrive que les conditions ne soient pas favorables au développement dans les Plaines américaines et que l'onde en altitude puisse arriver au-dessus du golfe du Mexique avant que le contraste entre les eaux chaudes et l'air froid descendant du Midwest puisse former une dépression. Ces dépressions du golfe du Mexique sont gorgées d'eau qu'elles vont transporter vers les latitudes nordiques. Lorsque cela se produit, la circulation d'altitude est généralement plus du sud que du sud-ouest et ces dépressions vont généralement se déplacer entre la vallée du Mississippi et les Appalaches. Elles se dirigent ensuite vers le golfe du Saint-Laurent.
Ce type de tempêtes est très commun en hiver et n'affecte que rarement les régions à l'ouest des Grands Lacs et du Mississippi. Par contre, si le flux est plus à l'est, elles peuvent se transformer en tempêtes du Cap Hatteras et remonter le long de la côte est des États-Unis et du Canada. En janvier 1978, c'est une tempête du golfe du Mexique qui a produit la troisième pression la plus basse jamais enregistrée dans les États-Unis contigus pour un cyclone extratropical, soit 956,0 hPa.